# Hellevaart
Hellevaart (Amerikaanse titel: Damnation Alley) is een sciencefiction-roman uit 1969 van de Amerikaanse schrijver Roger Zelazny. Het origineel werd uitgebracht door uitgeverij Berkley Publishing Corporation in New York. De Nederlandstalige versie werd uitgegeven door Uitgeverij Het Spectrum in de Prisma Pocketsreeks onder catalogusnummer 1616 (kostprijs 3,50 gulden). Voor zover bekend bleef het in Nederland en België maar bij één druk.
Het Vrije Volk recenseerde het in 1974 als geschikte introductie tot het “echte sciencefictionwerk”. De Waarheid ging in 1975 een stap verder met “miskleun van een anders uitstekende schrijver”.

## Synopsis
De mensheid heeft zich weten te verspreiden in het zonnestelsel, maar de Aarde heeft alle contact verloren en is zelf ten onder gegaan. De Verenigde Staten is door een atoomoorlog één grote woestenij geworden die beheerst wordt door bendes. In deze wereld vertrekt Hell Tanner op een speciaal geconstrueerd voertuig vanuit Californië voor een reis die hem uiteindelijk in Boston moet brengen. Daar heerst de pest en Tanner heeft nog een aantal dozen vaccins, die hij ernaartoe wil brengen. Tanner zat vast vanwege een moord en kon zich door middel van deze reis vrijkopen.

## Achtergrond
Naar eigen zeggen had Zelazny een korter verhaal geschreven; echter zijn uitgeverij wilde een versie die geschikt zou zijn voor verfilming. Collega Barry Matzberg vond het een goed uitgangspunt, maar te lang uitgesponnen, waardoor het verhaal meer een actieverhaal werd met toekomstvariaties.
Die film kwam er dan ook. In 1977 kwam Damnation Alley van Jack Smight in de Amerikaanse bioscopen met hoofdrollen voor Jan-Michael Vincent en George Peppard. Het eerste script ging juist terug naar het korte verhaal, maar gedurende de opnamen werd het script aangepast, waarbij alleen de verhaallijn overbleef. Zelazny was teleurgesteld en vond die film niets.
Hawkwind schreef voor hun album Quark, strangeness and charm een lied geïnspireerd op het boek.